# Hamdi Kasraoui
Hamdi Kasraoui (en árabe: حمدي القصراوي‎, nacido el 18 de enero de 1983 en Susa) es futbolista tunecino que juega de portero. Juega actualmente para Lens de Francia.

## Carrera
Kasraoui jugó para Espérance Sportive de Túnez hasta el 25 de mayo de 2009, cuando firmó con  francés Club Lens, que en ese momento se había asegurado sólo la promoción de nuevo a la Ligue 1  signo portero tunecino Pasó la temporada 2009-10 como el segundo portero del club, detrás de Vedran Runje, haciendo su debut en la Ligue 1 el 17 de abril de 2010 en un empate sin goles en OGC Nice después de Runje se descartó con una lesión. Después de su debut, Kasraoui llegó a aparecer en todos los restantes partidos de liga del club cinco de la temporada.

## Carrera internacional
Kasraoui tiene 16 partidos internacionales con la Selección de fútbol de Túnez, jugó en la Copa Confederaciones 2005 y la Copa Africana de Naciones 2006. Sin embargo, ha sido el segundo portero de elección tanto en el club y el nivel internacional. Fue llamado a la  Copa Mundial 2006 como suplente de Ali Boumnijel. Después del retiró del fútbol internacional de Boumnijel, Kasraoui se convirtió en el arquero titular de Túnez.
- Datos: Q726340